# Markea spruceana
Markea spruceana là một loài thực vật thuộc họ Solanaceae. Đây là loài đặc hữu của Ecuador.